# Архітектура Тегерану
Тегеран заснований у 6 тисячолітті до н. е. Столиця Ірану з 1795 року. Сучасне міське планування прийнято у 1920—1930-х. До цього місто мало радіально-кільцеву структуру з вузькими вулицями та нагромадженими практично одна на одну невеликими будівлями. Єдиними великими спорудами на той час були кілька палаців і мечеті. Стара міська забудова збереглася у деяких районах на півдні Тегерану.
На початку XX століття на півночі Тегерана, в районі Шеміран, збудовані палаци Саадабад та Ніаваран.
Певний внесок у розвиток Тегерана зробили російські архітектори. Ними збудовані будівлі залізничного вокзалу, міністерства оборони, міністерства юстиції, головпоштамту та деякі інші.
Велику модернізацію місто пережило у 1970-х під час святкування 2500-річчя іранської монархії. У 1971 побудована Башта «Свобода» (Азаді), що залишається західними «воротами» до Тегерану і головним символом іранської столиці.
Після Ісламської революції 1979 місто почало забудовуватися як ніколи швидко. Обличчям центрального Тегерана став масив безликих сірих будівель, які зводилися без генплану. У той же час у престижних північних кварталах, ближче до хребта Точал, зберігається переважно котеджна та індивідуальна забудова.
В останні роки у Тегерані проводиться масштабна реорганізація автодорожньої мережі. Широкі магістралі проходять через Тегеран, у деяких місцях «йдучи» під землю. Є багато багатоярусних транспортних розв'язок.

## Галерея

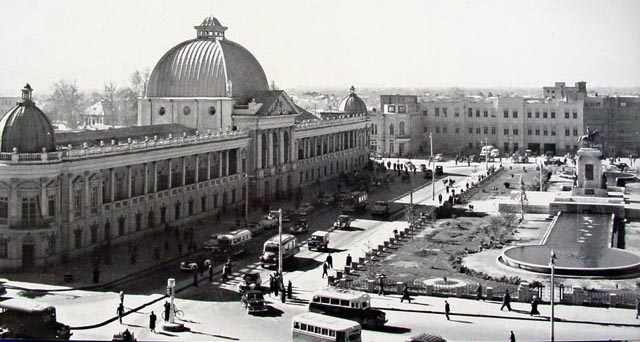
Площа Тупхане
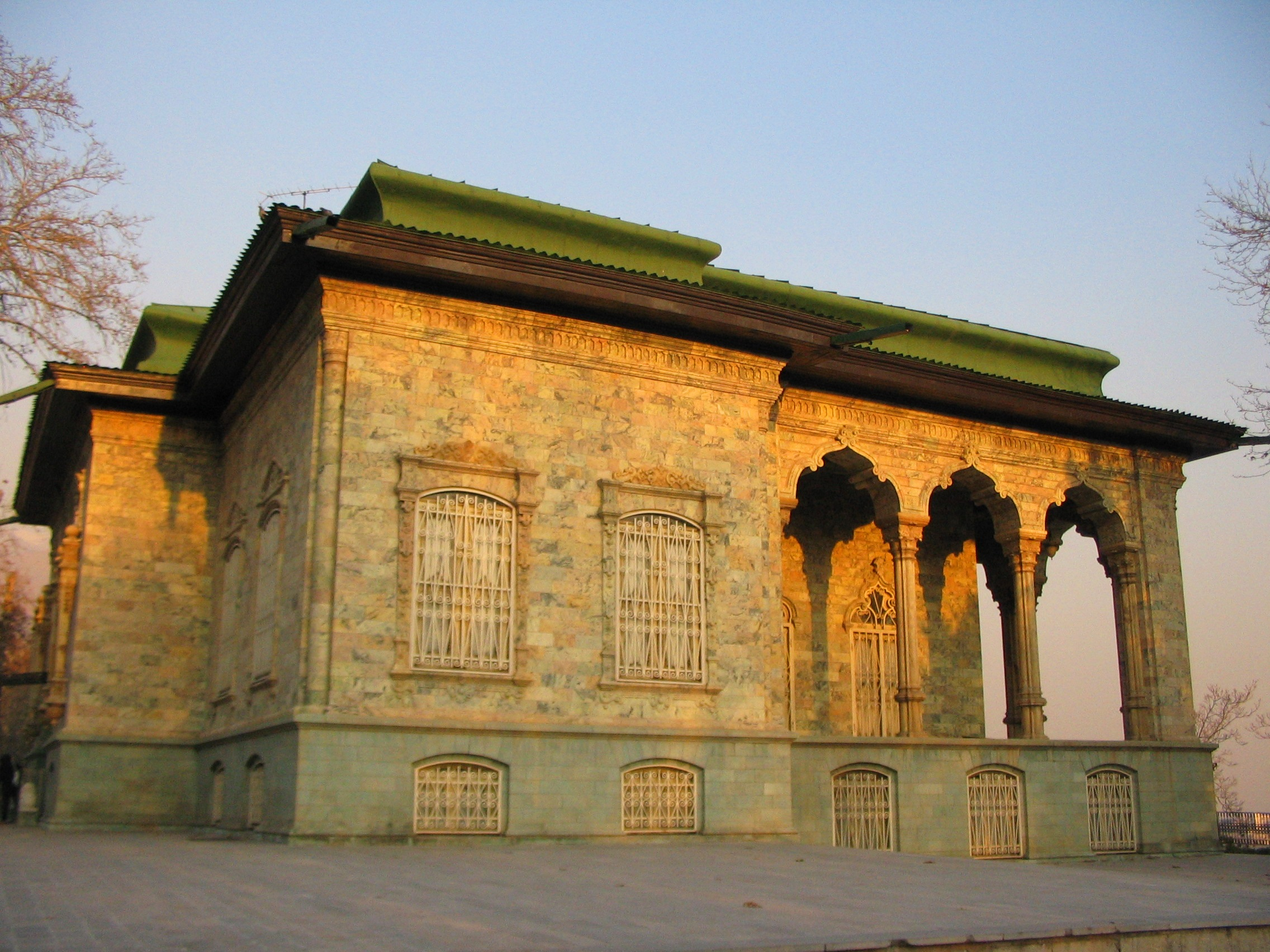
Зелений палац
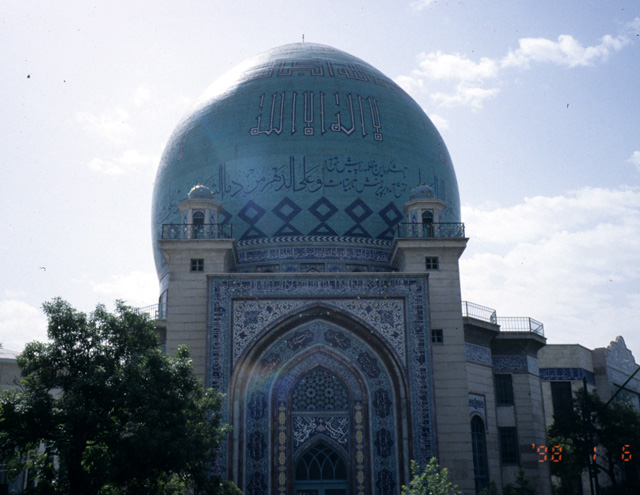
Ісламський інститут
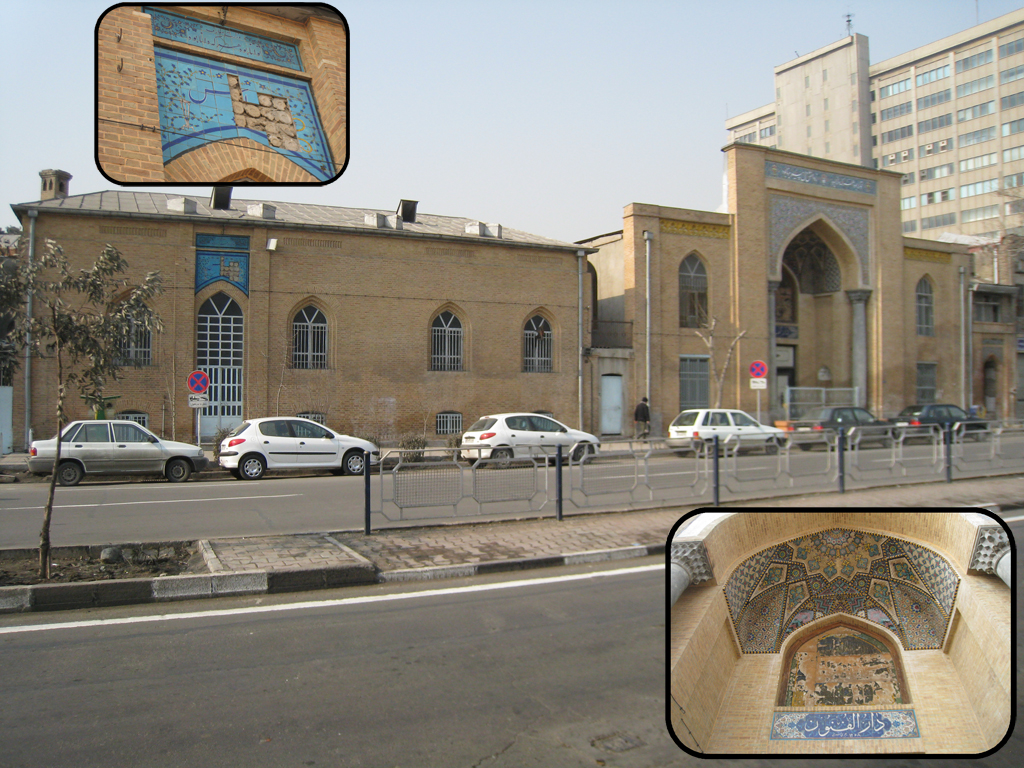
Дар уль-Фунун
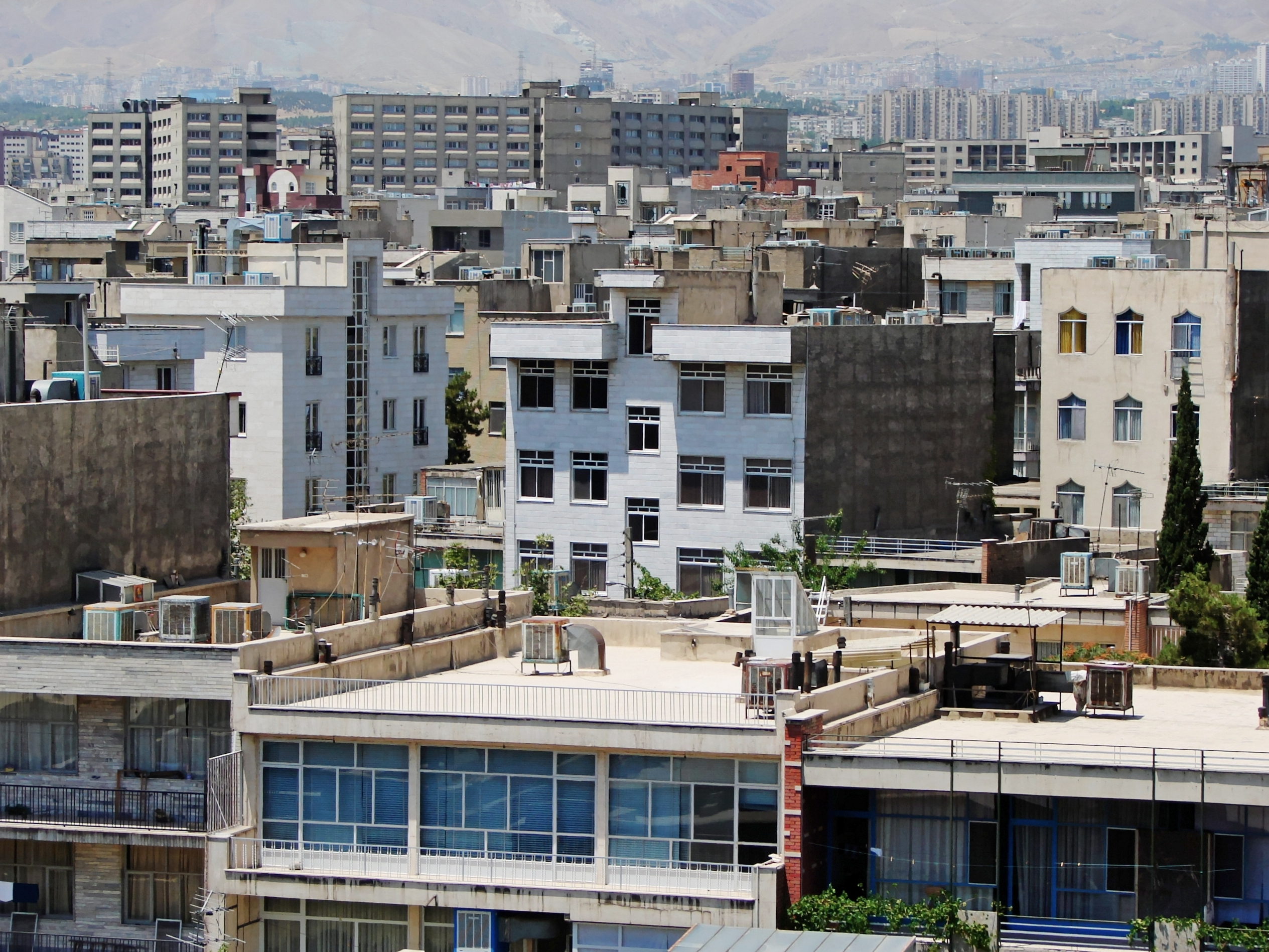
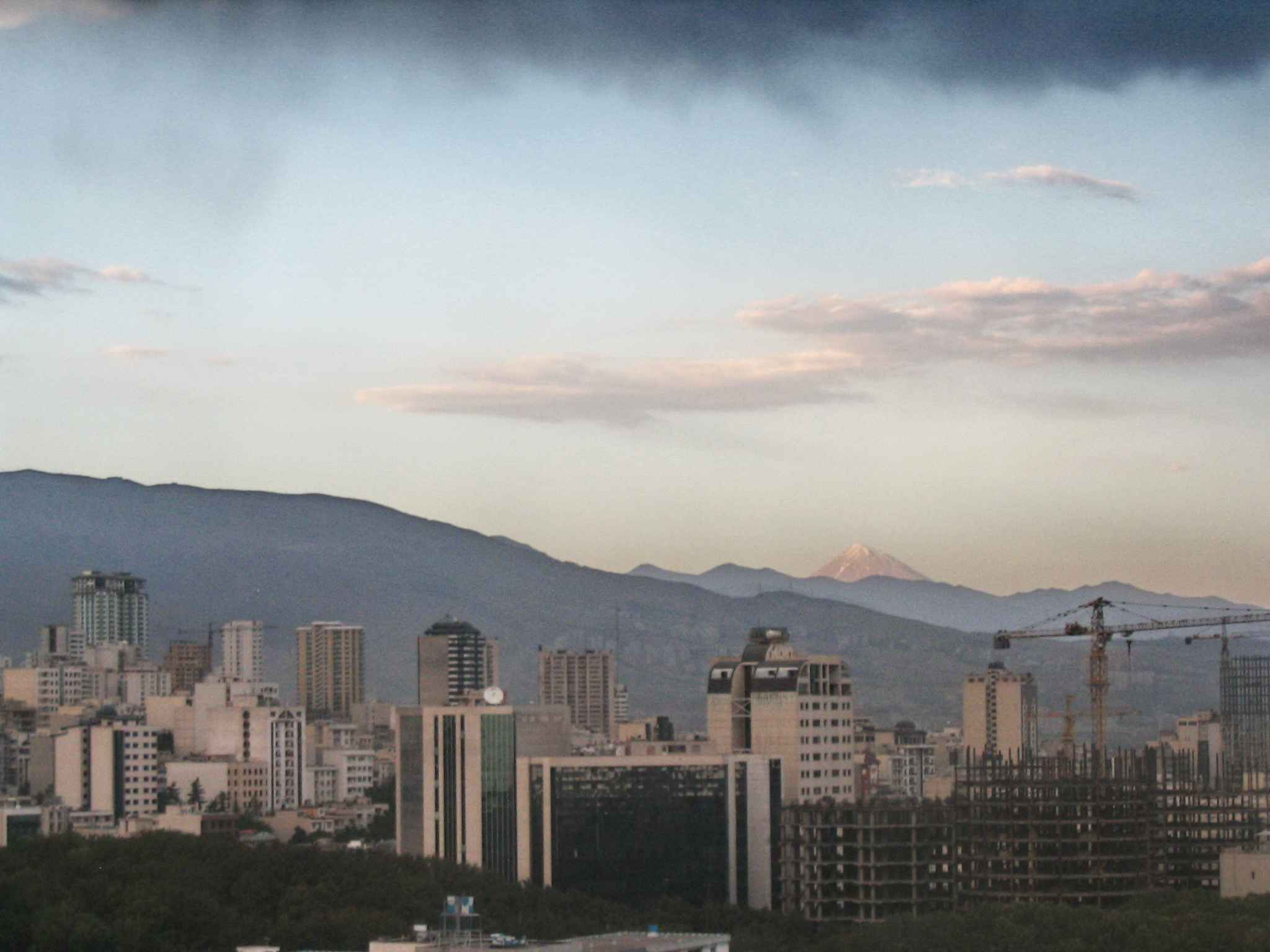
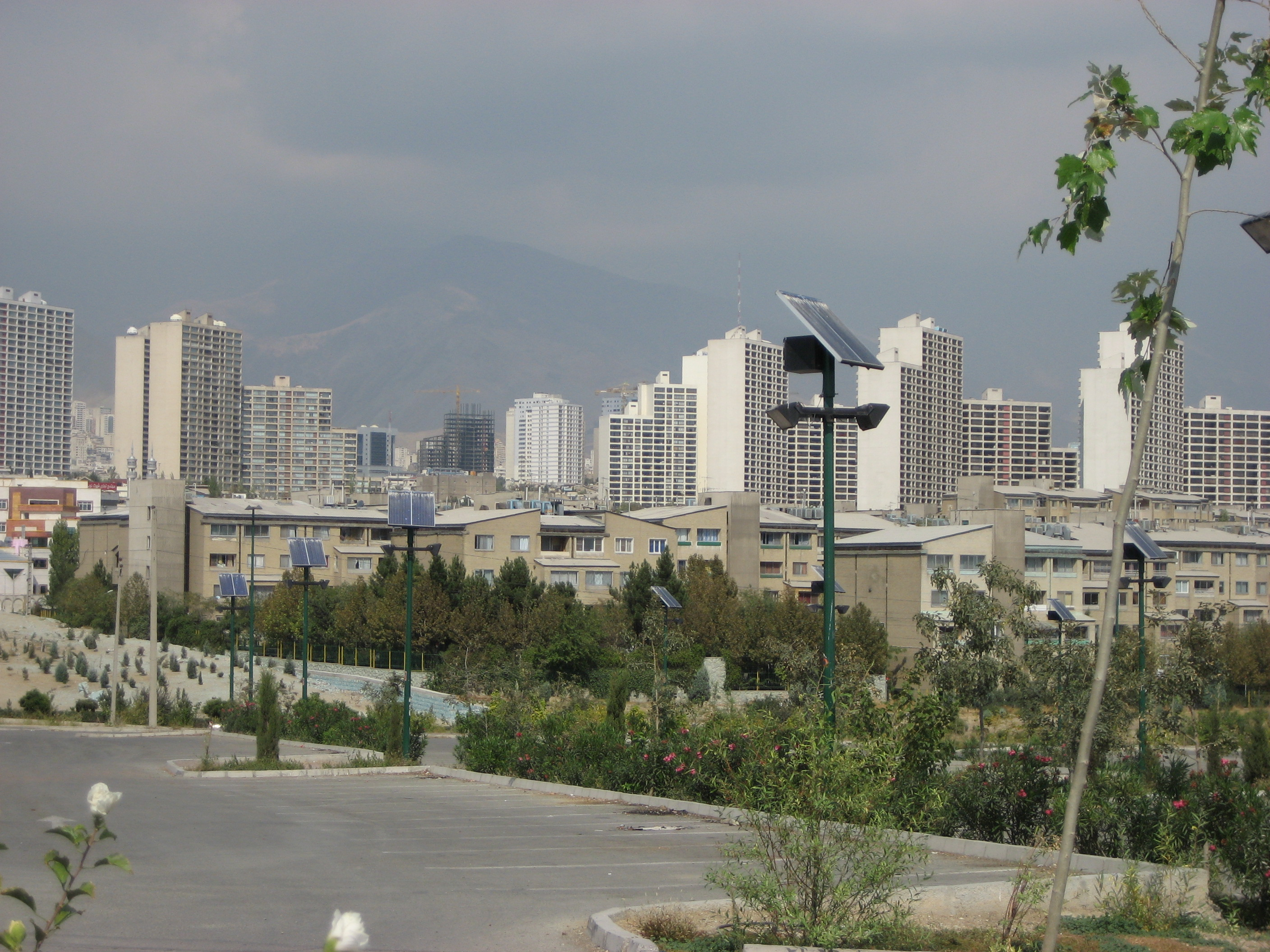
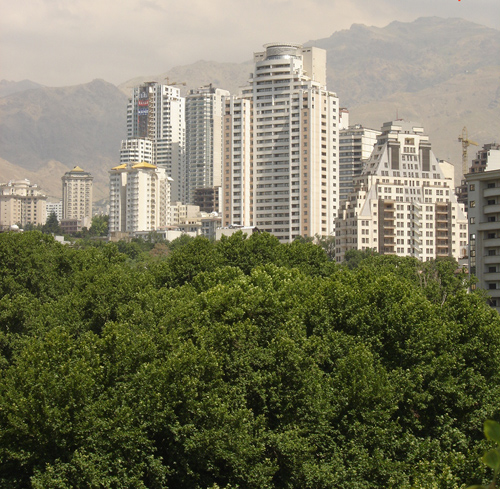
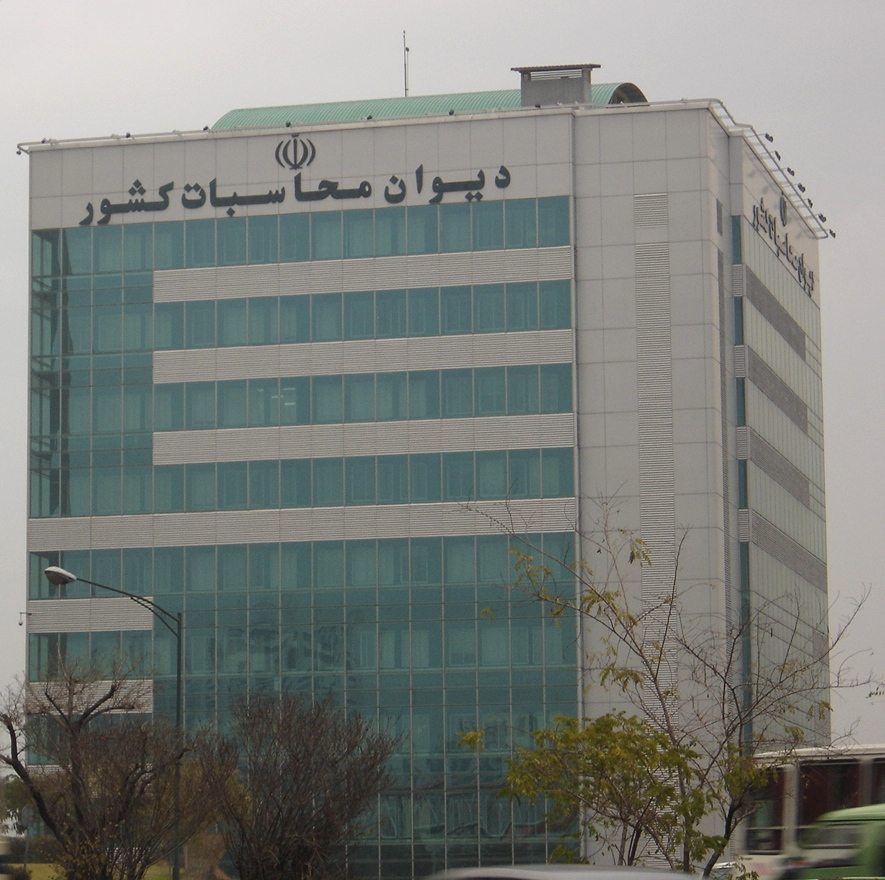
Аудиторський суд
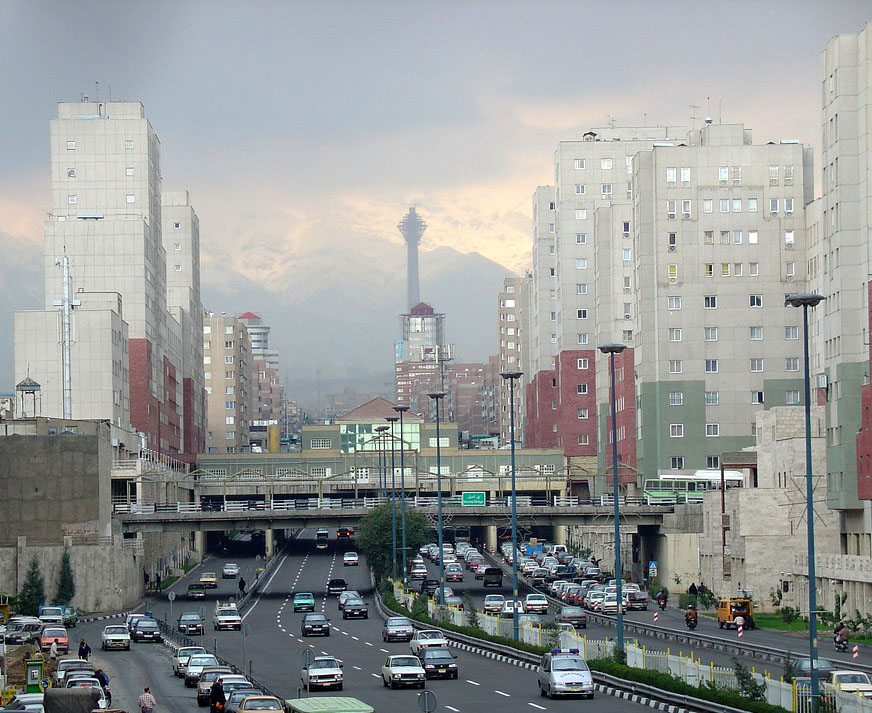
Проспект Наваба Сефеві
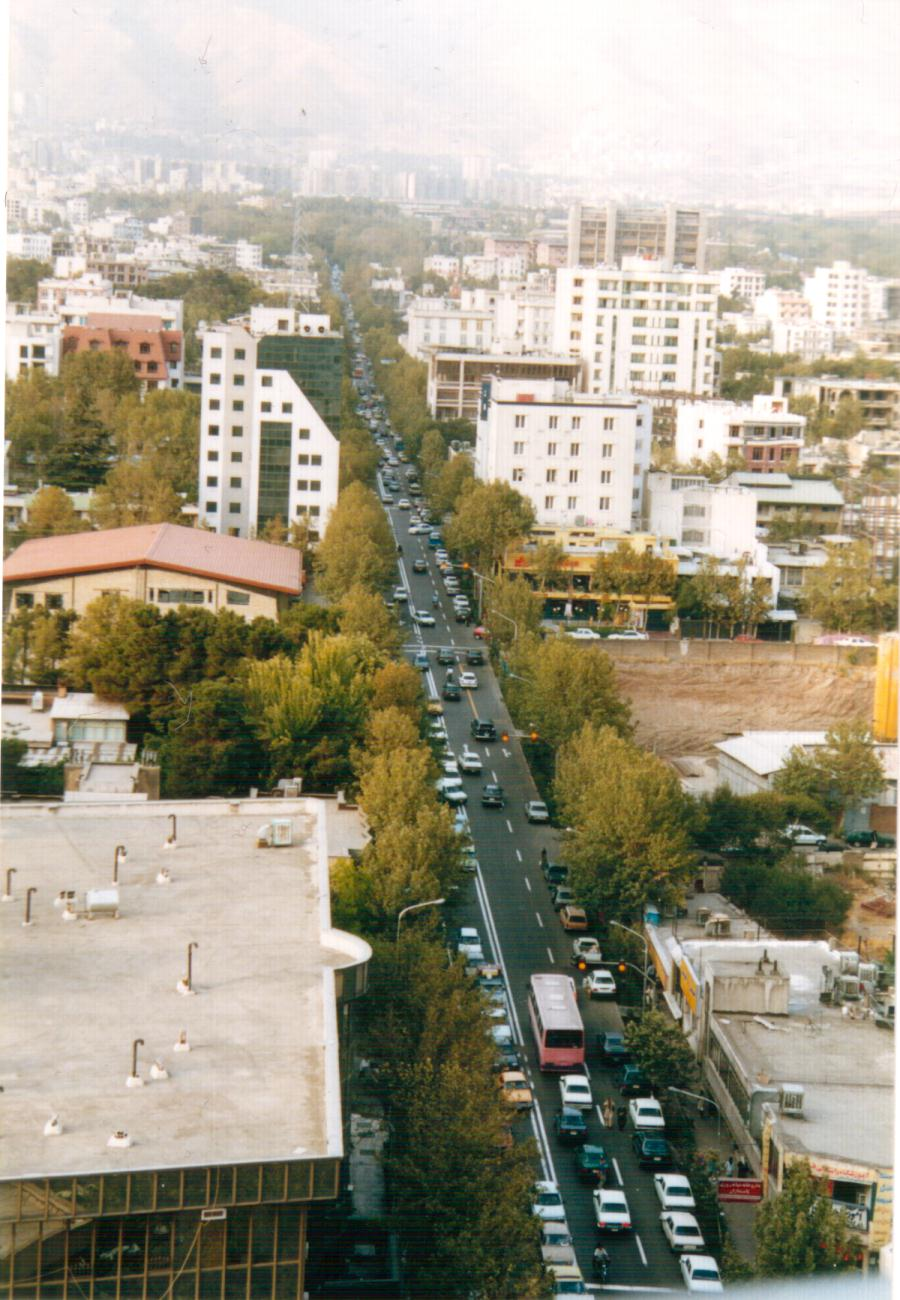
Вулиця Пасдаран
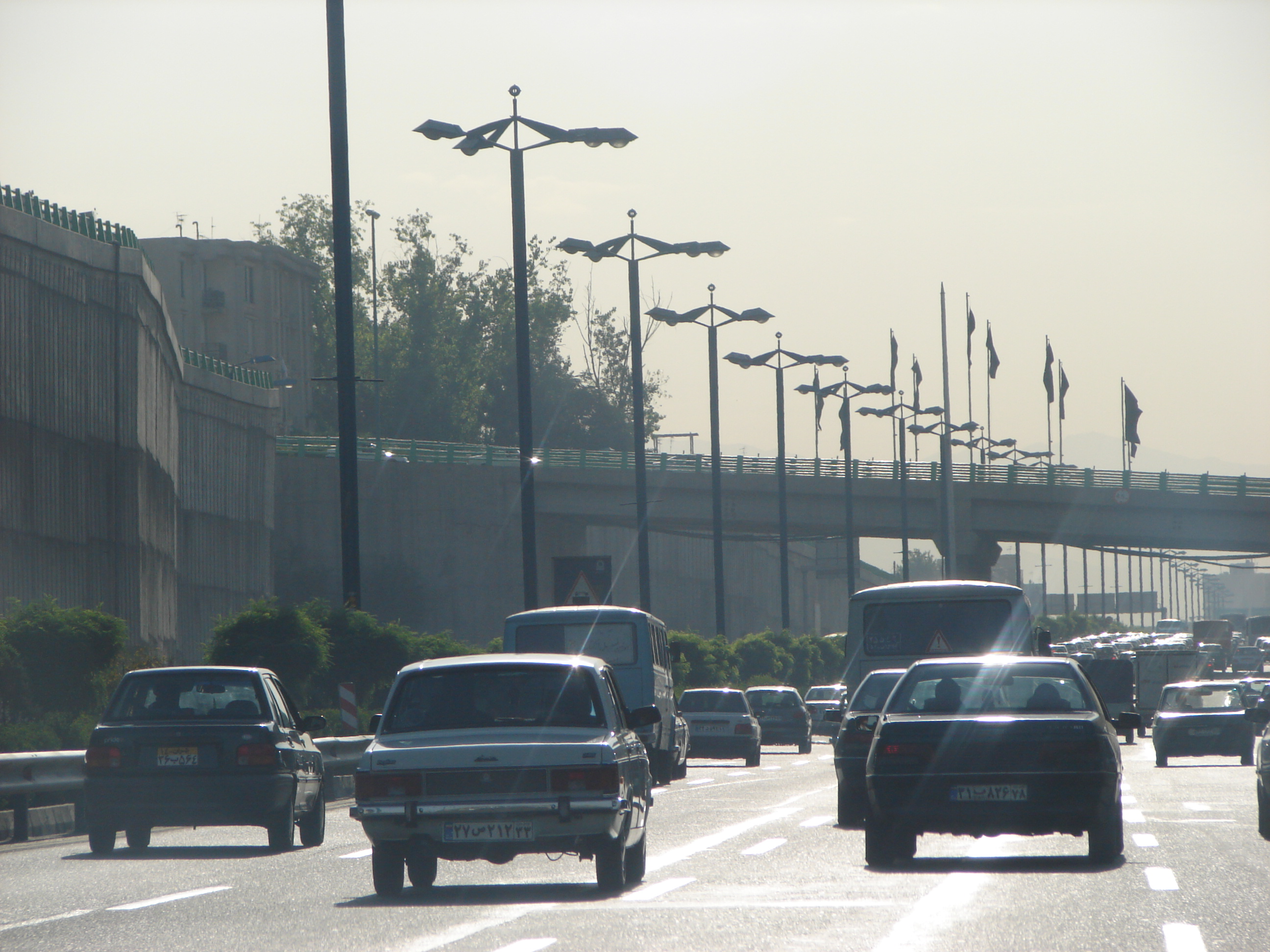
Шоссе Тегеран-Кередж
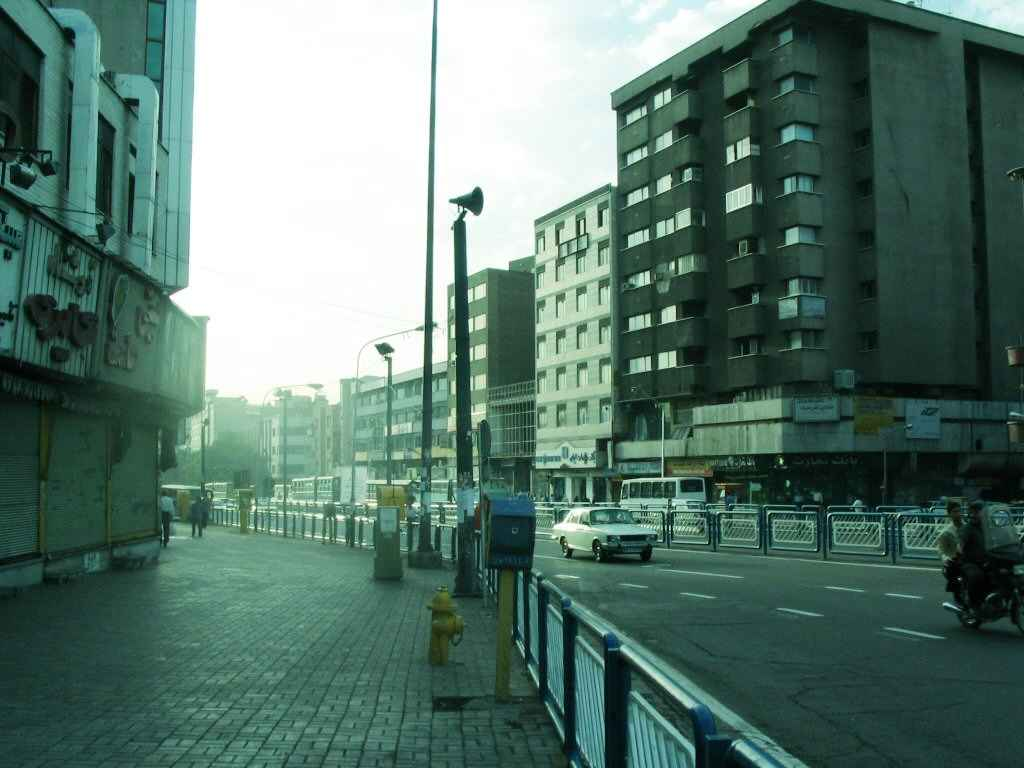
Вулиця Енгелаб
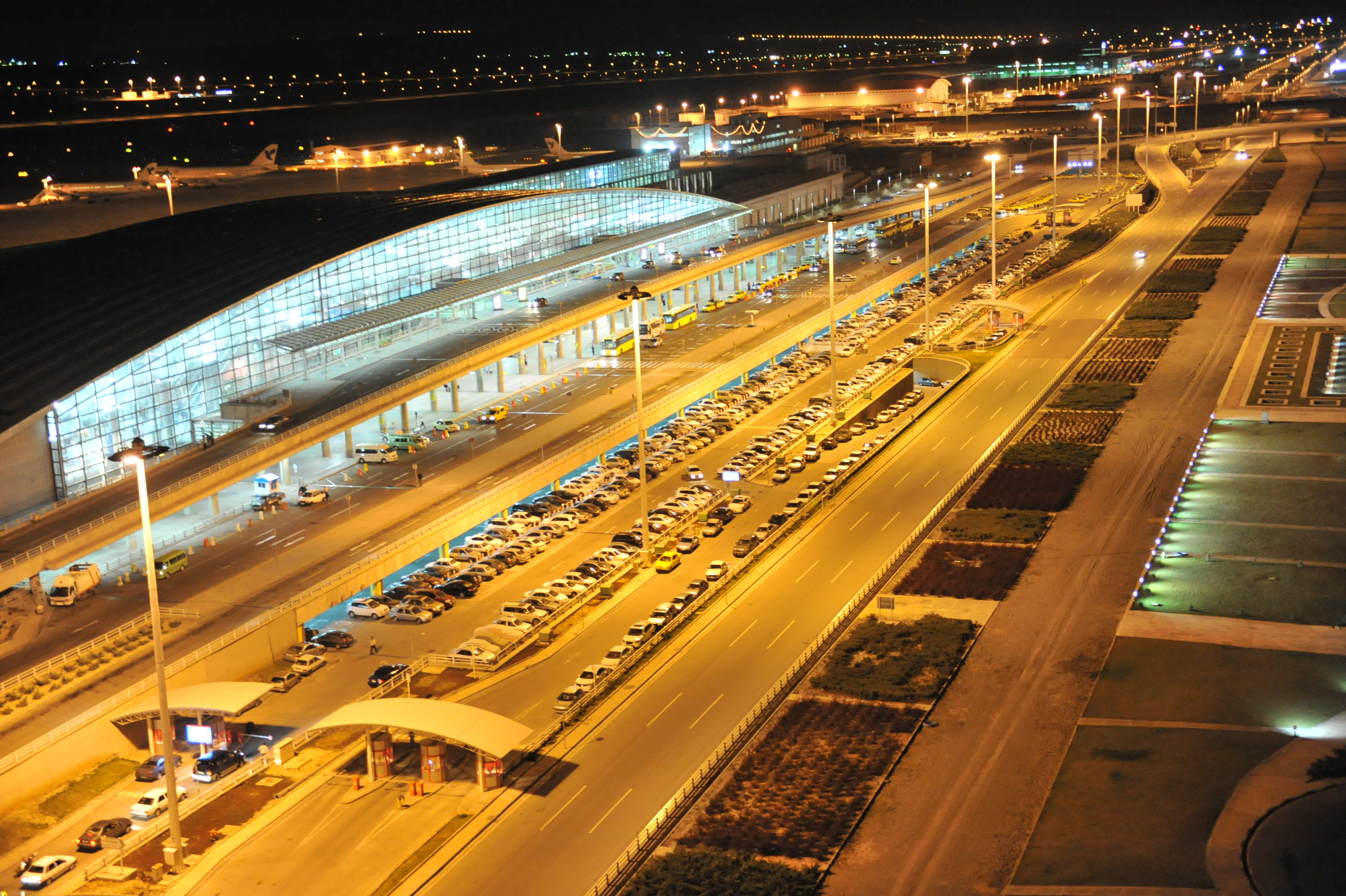
Аеропорт імама Хомейні
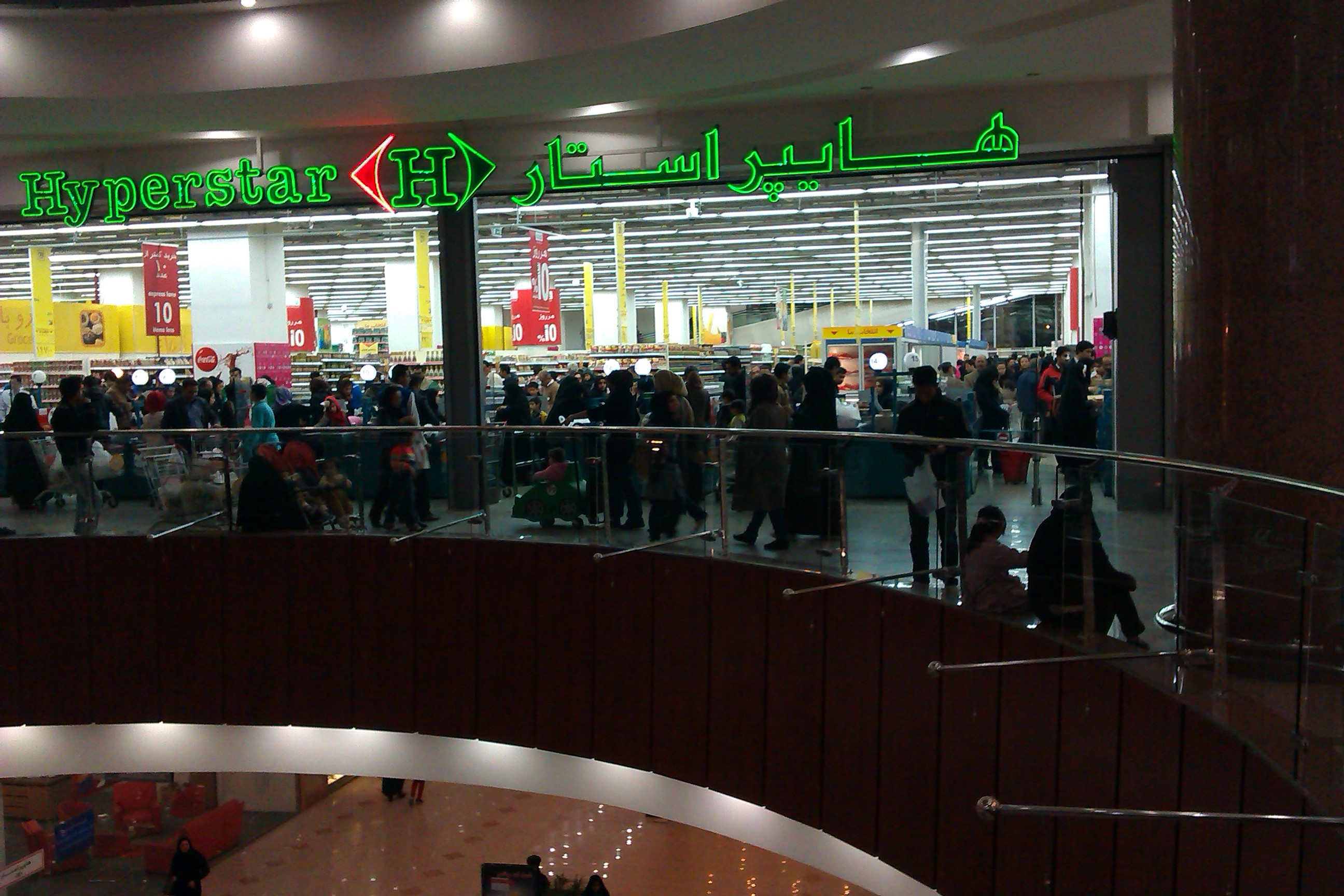
Торговий центр Гіперстар
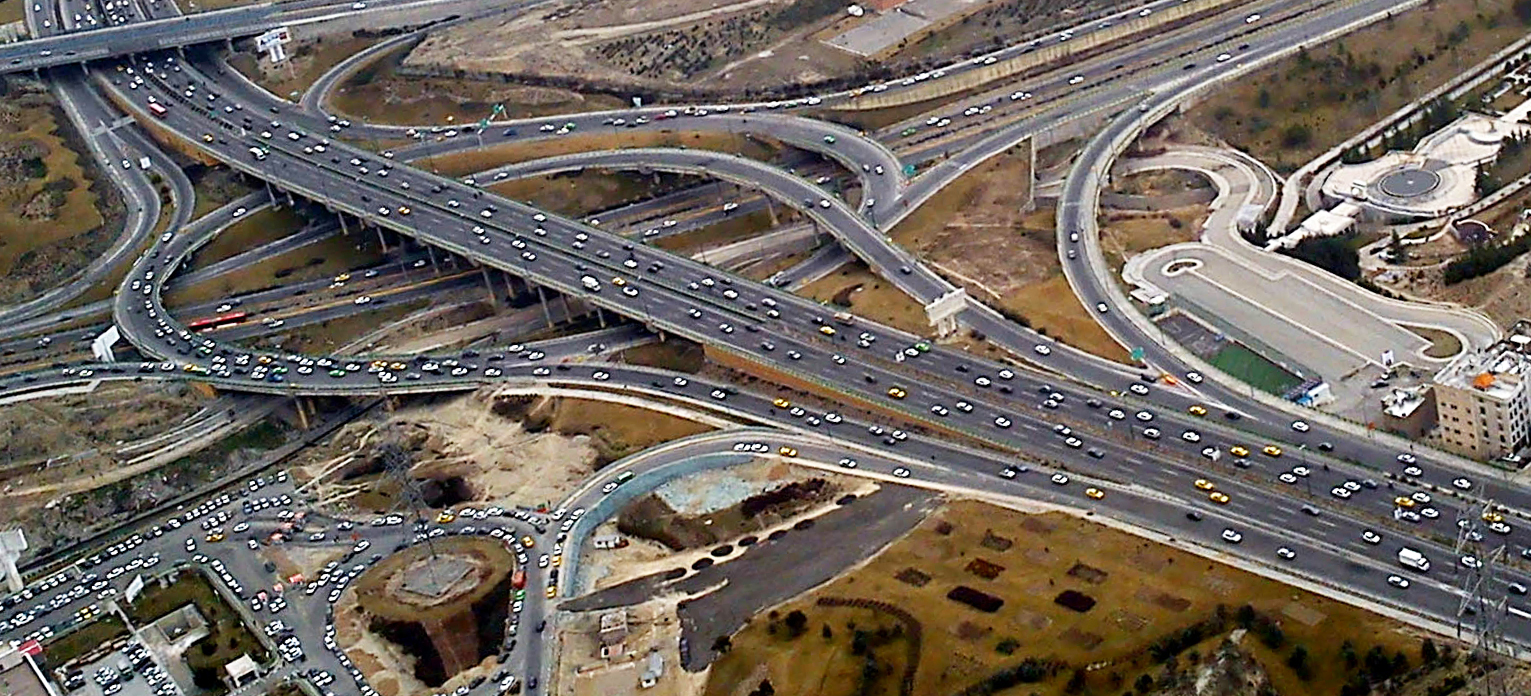